# Middlesex (roman)
Pour les articles homonymes, voir Middlesex.
Middlesex (titre original : Middlesex) est un roman américain de Jeffrey Eugenides publié aux États-Unis en 2002 et lauréat du prix Pulitzer de la fiction en 2003. Traduit de l'américain par Marc Cholodenko, il est publié en France en 2003 aux éditions de l'Olivier. Le roman raconte l'histoire de Calliope Stephanides, narrateur et protagoniste intersexué d'origine grecque, qui part à la recherche de son identité.

## Sujets abordés
Le livre Middlesex aborde plusieurs sujets différents en plus de l'histoire de Cal : le discours médical sur l'intersexuation dans les années 70 du point de vu d'un patient concerné, mais aussi l'histoire de l'émigration aux États-Unis d'une famille grecque sur trois générations.